# Петченко, Иосиф Тихонович
Иосиф Тихонович Петченко (4 (17) сентября 1901 — 5 августа 1976) — наводчик миномёта 992-го стрелкового полка (306-я стрелковая дивизия, 43-я армия, 1-й Прибалтийский фронт), красноармеец.

## Биография

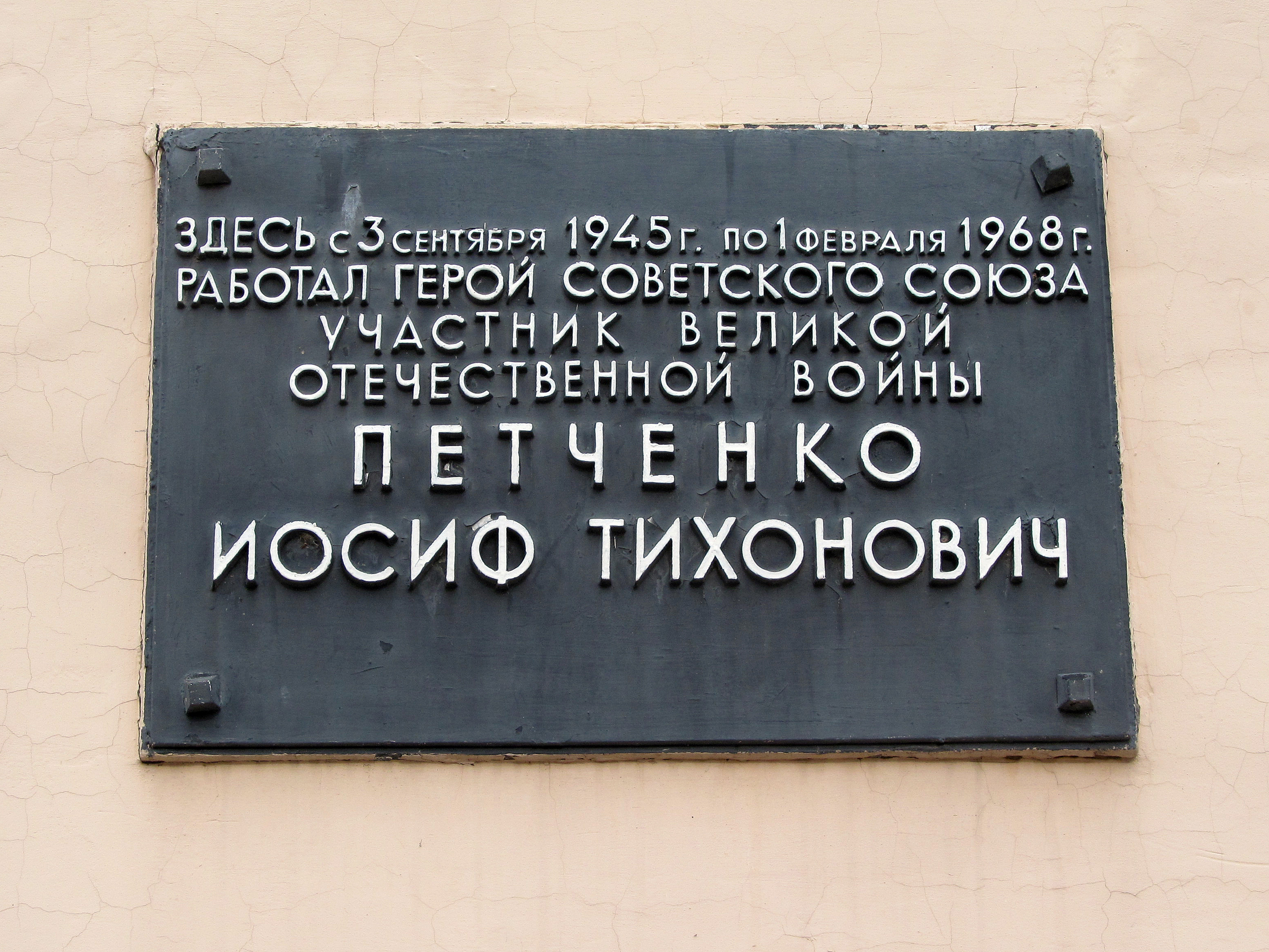
Мемориальная доска, посвященная Иосифу Петченко.
г. Балаклея, ул. Стадионная, 1, Балаклейский ремонтный завод

Родился 4 (17) сентября 1901 года в городе Балаклея ныне Харьковской области Украины. Был разнорабочим, кочегаром Изюмского паровозоремонтного завода, рабочим восстановительного поезда в Балаклее.
Был призван в ряды Красной Армии в 1920—1924 годах. Служил в железнодорожном полку. Вновь призван в 1943 году. В марте 1943 года с маршевой ротой прибыл в действующую армию. Воевал на Калининском и 1-м Прибалтийском фронтах. Участвовал в оборонительных боях в районе Духовщины, Смоленской, Витебской и Витебско-Оршанской наступательных операциях. Отличился во время форсирования реки Западная Двина. 22 июля 1944 года за мужество, отвагу и героизм, проявленные в борьбе с немецко-фашистскими захватчиками, присвоено звание Героя Советского Союза с вручением ордена Ленина и медали «Золотая Звезда».
Участвовал в освобождении Прибалтики, боях в Восточной Пруссии. С ноября 1944 года был знаменосцем полка.
В 1945 году старший сержант Петченко демобилизован. Жил в городе Балаклея. Умер 5 августа 1976 года.